# 匹亞南構造線
匹亞南構造線，臺灣地質上的一條構造線，位於中央山脈與雪山山脈之間，劃分臺灣島東半部與西半部。北起於宜蘭縣牛鬥，沿蘭陽溪通過思源埡口，經臺中市梨山，直抵南投縣霧社，最終往南逐漸模糊，直到玉山東北方一帶。根據地理學家王鑫調查發現，匹亞南構造線續往南分隔中央山脈與玉山山脈，順著郡大溪，並越過八通關鞍部，直下荖濃溪谷，便順著荖濃溪南至高雄市六龜，與另一條來自北方之屈尺斷層會合，最終與大武地壘西側的潮州斷層連成一線，形成在臺灣地質構造上一條劃分東西部的明顯分界線。
根據地質學家何春蓀對臺灣所做的地質分區，梨山斷層是劃分脊樑山脈帶與雪山山脈帶。由於匹亞南構造線恰為順著梨山斷層通過，因此梨山斷層也就被一般認為是匹亞南構造線。匹亞南構造線受到地塊運動而下陷，其範圍則北自牛鬥，一路南下至日月潭，形成地形上一條具連續性而明顯的斷層構造，地理學家王鑫則稱為「中央脊樑谷地」。中橫公路宜蘭支線的北段便是沿著蘭陽溪谷而建，行駛於台7甲線可在沿途見到這條斷層谷之地貌。